# シナ・チベット語族
シナ・チベット語族（シナ・チベットごぞく、シナ・チベット諸語、中国語：漢藏語系、英語：Sino-Tibetan languages）は、主に中国、東南アジア、ネパール、北東インドなどアジアの民族によって話される、数百の言語から成る語族を指す。トランス・ヒマラヤ語族（Trans-Himalayan）と呼ばれる場合もある。代表的な言語としては、中国語、ビルマ語、チベット語が挙げられる。
2019年以降の系統学的研究によって、シナ・チベット語族が農業伝播と共に拡張したという仮説の確度が高まった。Sagart et al. (2019) とZhang et al. (2019)はそれぞれ、この語族が7200年余り前の中国北部 (North China) に居住していた雑穀 (millet) 農耕民族に由来すると結論づけている。

## 概要
シナ・チベット語族は、通常、チベット・ビルマ語派とシナ語派に二分され、これらは姉妹群であると考えられている。一方、シナ語派を除くチベット・ビルマ語派を単系統群と認めない説もある。後者の場合、「チベット・ビルマ祖語」は「シナ・チベット祖語」と指示対象が同一となる。実際、ベイズ法を用いてシナ・チベット語族の系統樹を推定した研究のうち、Sagart et al. (2019) は後者を支持しているが、Zhang et al.(2019) は前者を支持している。
ミャオ・ヤオ語族やタイ・カダイ語族は、類型論的に声調言語・孤立語である点、多くの語彙を共有している点などから、かつてはシナ・チベット語族に含まれると考えられていた。しかし、研究の進展によって語彙の共通性は主に借用によるものであることが明らかになり、借用語を除いた語彙の共通性が乏しいことから、現在では別の系統群と見做されている。
シナ・チベット語族のうち中国語などには声調がある。シナ・チベット語族の祖語に声調が存在したかは明確でない。ただし、『詩経』の押韻、漢字の音符、そして漢字による借用語や固有名詞の表記 (例:「對馬」) などから推定される中国語の上古音には、声調の区別が見られず、中古音の上声と去声は、それぞれ上古音の音節末子音 *-ʔ, *-s に由来するとされる。同様に、現代の中央チベット語には声調が見られるものの、7世紀チベット語の音韻体系を反映しているはずのチベット文字には (タイ文字やビルマ文字と異なり) 声調を示す記号が存在せず、頭子音における無声/有声の対立や末子音から声調の区別が生じたと考えられる。
形態的類型論上、シナ・チベット語族には孤立語に属する言語が少なくない (例: 現代中国語、カレン語、ロロ・ビルマ諸語、トゥチャ語)。ただし、ギャロン系諸言語やキランティ諸語のように複統合語の特徴を持つ言語も存在する。なお、ギャロン系諸言語では、中国語やチベット語に痕跡として残る接辞が、依然として生産的に用いられている。

## 研究史
中国語・チベット語・ビルマ語ほかの言語に親縁関係があるという説は19世紀はじめに提出され、現在では広く認められている。当初は古くからの文献をもった言語を対象にしていたが、後には書記体系がごく最近に発達したか、まったく存在しない言語にまで対象が広げられた。しかし、インド・ヨーロッパ語族やオーストロネシア語族に比べると、シナ・チベット祖語の再構は十分確立しているとは言えない。その原因は、各言語の違いがきわめて大きいこと、大部分の言語が屈折を行わないこと、言語接触の影響が強いことにある。それに加えて、山奥で話される小規模な言語の多くは調査が困難で、しかも国境の紛争地域にあることが多い。

### 初期の研究
18世紀に何人かの学者が、2つの古い文献を持つ言語であるチベット語とビルマ語の間に平行関係があることに注目した。
19世紀はじめに、ブライアン・ホートン・ホジソンらは北東インドの高地と東南アジアの文字を持たない言語も、チベット語やビルマ語と関係があることに注目した。
「チベット・ビルマ語族」という語は、1856年にジェームズ・リチャードソン・ローガンが使用した。ローガンは1858年にカレン語をこの語族に追加した。
ステン・コノウが編集したインド言語調査の第3巻はイギリス領インド帝国で話されるチベット・ビルマ語族の諸言語を含んでいる。
19世紀中頃から、東南アジアの言語が4種類の語族からなることがローガンらによって明らかにされた。すなわち、チベット・ビルマ語族、タイ語族、モン・クメール語族、マライ・ポリネシア語族である。
1823年にユリウス・ハインリヒ・クラプロートは、ビルマ語・チベット語・中国語の3つは基礎語彙が一致するが、タイ語・モン語・ベトナム語はこれらとは大きく異なることに注目している。
エルンスト・クーンはこれらの言語を「中国・シャム語」と「チベット・ビルマ語」の2つの語派に分けた。
アウグスト・コンラーディは1896年の有名な分類においてこのグループをインドシナ語族と呼んだが、コンラーディはカレン語を除外した。インドシナ語族の名称は広く使われたが、コンラーディがベトナム語を除いたことは議論を呼んだ。フランツ・ニコラウス・フィンクは1909年にカレン語を中国・シャム語の第3の語派に含めた。
ジャン・プシルスキは、アントワーヌ・メイエとマルセル・コーアンによる『世界の言語』(Les langues du monde, 1924)の章題として「シナ・チベット語族」の名を初めて使用した。
プシルスキはコンラーディの2つの語派の区別を保ち（チベット・ビルマ語派とシナ・ダイ語派）、ミャオ・ヤオ語族をダイ語派（タイ・カダイ語族）に含めた。

### シェーファーとベネディクト
公共事業促進局の助成を受け、1935年に人類学者アルフレッド・L・クローバーはカリフォルニア大学バークレイ校においてシナ・チベット語文献学プロジェクトを立ちあげた。
このプロジェクトは1938年までロバート・シェーファーが、それ以降はポール・K・ベネディクトが監督した。
シェーファーとベネディクトの指導の下、言語学を専門としない30人のメンバーが入手できるかぎりのシナ・チベット語の文献を収集した。
その結果は15巻からなるタイプ原稿の「シナ・チベット語言語学」にまとめられ、8部が作られた。
この書物が出版されることはなかったが、その後のシェーファーの論文、シェーファーによる5巻の『シナ・チベット語入門』、およびベネディクトの『シナ・チベット語概要』を書くためのデータとして使われた。
ベネディクトは『シナ・チベット語概要』の原稿を1941年には書きあげていたが、出版されたのは1972年だった。ベネディクトはシナ・チベット語族の完全な系統図を描くかわりに、5つの主要な言語の比較によってチベット・ビルマ祖語を構築した（ときに別の言語の比較も使用した）。ベネディクトは音節頭子音として有声と無声の2つの系列を認めた。無気音と帯気音の区別はチベット語には残っているが他の大半の言語で失われた子音連結から発生したと考えた。したがって、ベネディクトによる音節頭子音の再構は以下のようになる：
| TB  | チベット語 | チンポー語  | ビルマ語 | ガロ語    | ミゾ語 | スゴ・カレン語 | 上古中国語 |
| --- | ---------- | ----------- | -------- | --------- | ------ | -------------- | ---------- |
| *k  | k(h)       | k(h) ~ g    | k(h)     | k(h) ~ g  | k(h)   | k(h) ~ h       | *k(h)      |
| *g  | g          | g ~ k(h)    | k        | g ~ k(h)  | k      | k(h) ~ h       | *gh        |
| *ŋ  | ŋ          | ŋ           | ŋ        | ŋ         | ŋ      | y              | *ŋ         |
| *t  | t(h)       | t(h) ~ d    | t(h)     | t(h) ~ d  | t(h)   | t(h)           | *t(h)      |
| *d  | d          | d ~ t(h)    | t        | d ~ t(h)  | t      | d              | *dh        |
| *n  | n          | n           | n        | n         | n      | n              | *n ~ *ń    |
| *p  | p(h)       | p(h) ~ b    | p(h)     | p(h) ~ b  | p(h)   | p(h)           | *p(h)      |
| *b  | b          | b ~ p(h)    | p        | b ~ p(h)  | p      | b              | *bh        |
| *m  | m          | m           | m        | m         | m      | m              | *m         |
| *ts | ts(h)      | ts ~ dz     | ts(h)    | s ~ tś(h) | s      | s(h)           | *ts(h)     |
| *dz | dz         | dz ~ ts ~ ś | ts       | tś(h)     | f      | s(h)           | ?          |
| *s  | s          | s           | s        | th        | th     | θ              | *s         |
| *z  | z          | z ~ ś       | s        | s         | f      | θ              | ?          |
| *r  | r          | r           | r        | r         | r      | γ              | *l         |
| *l  | l          | l           | l        | l         | l      | l              | *l         |
| *h  | h          | ∅           | h        | ∅         | h      | h              | *x         |
| *w  | ∅          | w           | w        | w         | w      | w              | *gjw       |
| *y  | y          | y           | y        | tś ~ dź   | z      | y              | *dj ~ *zj  |

同系語の音節頭子音は同一の調音位置と調音方法を持つ傾向があるが、無声・有声および無気・帯気の別はしばしば予想できない。
この不規則性はロイ・アンドリュー・ミラーの攻撃するところになった。一方ベネディクト説の支持者はこの問題を接頭辞が脱落したことに求めた。
この問題は現在にいたるも解決していない。
現在もシナ・チベット語族の存在を認めない数少ない学者のひとりであるクリストファー・ベックウィズは、この問題と、共通シナ・チベット語の形態論が再構できないこと、多くの共通語彙が中国語からチベット・ビルマ語族への借用語であることを論拠としてあげている。

### 文献の研究

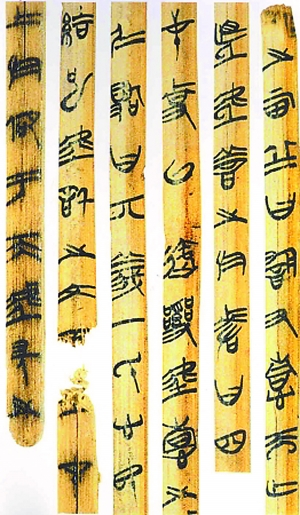
竹簡に書かれた古代中国語の文書

上古中国語はシナ・チベット語の中でとびぬけて古い記録を持つ言語である。甲骨文は紀元前1200年にさかのぼり、紀元前1千年紀に書かれた大量の文献が残っているが、漢字は音素文字ではない。学者は中古音や漢字の声符、詩の押韻などから上古音を再構しようとしている。ベネディクトとシェーファーは最初期の再構であるベルンハルド・カールグレンの『Grammata Serica Recensa』の音を使用している。
しかしカールグレンの上古音は多くの音が不揃いな分布をなしており、扱いづらい。最近の学者は他の根拠を利用してカールグレンの上古音を改訂している。それらの提案のいくつかはシナ・チベット語族の同系語にもとづいているが、あるものは中国語内部に支持する根拠が存在する。
たとえば最近の上古音の再構ではカールグレンの15の母音から6母音体系に変更している。この体系ははじめニコラス・ボドマンがチベット語との比較をもとに考案したものである。同様に、カールグレンの *l は *r に変更され、別な子音が *l と解釈されるようになった。これはチベット・ビルマ語との同系語のほかに外国語の借音表記からも支持される。中国語が本来非声調言語であり、中古音の声調は音節末子音から発達したという考えを支持する学者が増えつつある。そのような音節末子音のうち、去声の来源となった *-s の一部は、シナ・チベット祖語から継承された接尾辞と考えられている。上古音 *-s の機能は多岐に渡り、
・名詞化 (例: 中古音「高」kaw "高い" > kawH "高さ", チベット語 za "食べる" > zas "食べ物") 
・使役 (例: 中古音「買」mɛX >「賣」mɛH, リンブー語 haːp "泣く" > haːps "泣かせる")
・適用態 (例: 中古音「渇」khat >「愒」khajH, リンブー語 haːpt "〜のために泣く") 
...などが挙げられる。

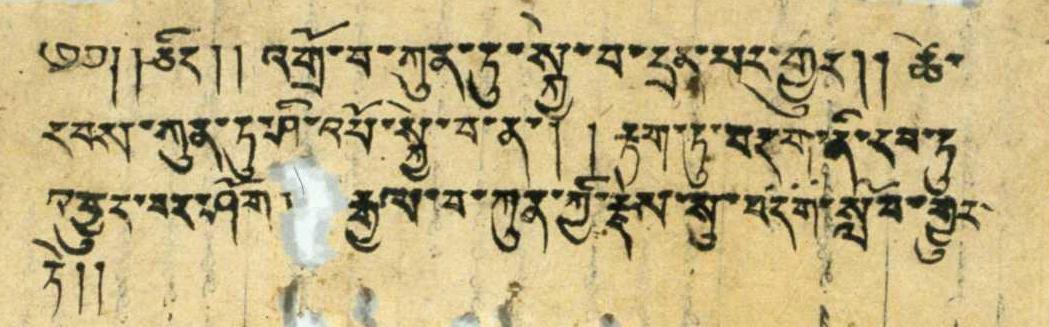
トゥルファン出土の古チベット語文書

チベット語は、7世紀なかばの吐蕃時代以来広く文字に書かれている。ビルマ語の初期の記録（12世紀のミャゼディ碑文など）はより限定的であるが、後には広く文献が発達した。チベット語とビルマ語はともに古代インドのブラーフミー文字に由来する音素文字で記録されている。比較の作業はこれらの言語の保守的な文語を利用して行われる。チベット語についてはハインリヒ・アウグスト・イェシュケの辞書、ビルマ語についてはアドニラム・ジャドソンの辞書が使われる。ただしどちらの辞書も異なる時代の語彙を含む。
西夏(1038-1227)の言語である西夏語も多くの文献が残っている。西夏語は漢字に着想を得た表語文字で記されており、多言語辞書が存在するものの、その解釈にはさまざまな困難がある。
龔煌城は古代中国語、チベット語、ビルマ語、西夏語を比較してその音対応規則を確立しようとした。龔はチベット語やビルマ語の /a/ が古代中国語の *a と *ə の2つの母音に対応することを見出した。このことは中国語がチベット・ビルマ語とは異なる語派に属する証拠と考えられてきたが、Hill (2014a) はビルマ語でも *-aj (> -ay) と *-əj (> -i) が区別されることを発見し、したがって *ə > *a の変化はチベット語とビルマ語で独立に起きたと考えるべきだと主張している。

### フィールドワーク
シェーファーとベネディクトが使用した無文字言語の記述は、多くが宣教師や植民地政府の統治者によって記録されたものであり、言語学的にみた正確さに問題がある。
小さなシナ・チベット語族の言語の大部分は近づきがたい山間地で話されており、その多くは政治的・軍事的に敏感な地域であって、調査が禁じられている。
1980年代まで、もっともよく調査されていた地域はネパールと北部タイであった。
1980年代から1990年代にかけて、ヒマラヤと中国南西部の新しい調査が公刊された。中でも特に興味深いのは、この時期以降、数多くの文献が出版されるようになったチアン語群（四川省などで話される）の「発見」である。

## 系統
シナ・チベット語族とされる言語グループの系統は、諸説あるが、下記の通り列挙する。

### シナ語派
- シナ語派 (Sinitic)
  - 中国諸語
    - 官話 (Mandarin)
      - 東北官話
      - 北京官話（北京語）
        - 標準中国語
          - 普通話
          - 台湾国語

      - 膠遼官話
      - 冀魯官話
      - 中原官話
        - ドンガン語 (Dungan/東干) - ドンガン人

      - 蘭銀官話
      - 江淮官話
      - 西南官話
      - 晋語

    - 山東語 (Shandong) - 山東人（英語版）
    - 湘語 (Xiang) - 湘人（英語版）
    - 客家語 (Hakka) - 客家
    - 贛語 (Gan) - 江西人（英語版）
    - 閩語 (Min) - 閩人
      - 南部：閩南語
        - 福建語 (Hokkien) - 閩南民系
          - 台湾語

        - 海南語 (Hainanese) - 海南人（英語版）
        - 潮州語 (Teochew) - 潮州人（英語版）

      - 東部：閩東語
        - 福州語 (Fuzhou) - 福州人（英語版）

      - 北部：閩北語
      - 中央部：閩中語
      - 莆仙語 - 莆仙人（英語版）

    - 呉語 (Wu) - 江南人
      - 上海語 - 上海人（英語版）
      - 寧波語（英語版） - 寧波人（英語版）
      - 温州語 - 温州人
      - 徽語 (Huizhou) - 安徽省

    - 粤語 (Yue) - 蛋民、艾族（英語版）、福州蛋民（英語版）
      - 粤海方言（英語版）
        - 広東語 (Canton) - 広東人（英語版）

      - 広西平話 (Pinghua) - 広西チワン族自治区

  - 巴蜀語 (Ba-Shu)
  - 回語 (Hui) - 回族、チン・ホー族（英語版）
  - 山由語 (San Diu) - 山由族（英語版）が話す古広東語

### チベット・ビルマ語派
- チベット・ビルマ語派 (Tibeto-Burman)
  - 中央語群 (Central)
    - en:Tibeto-Kanauri languages
      - en:Bodish languages
        - en:Tamangic languages (West Bodish)
          - タマン語
          - グルン語
          - en:Thakali language
          - en:Manang language、en:Manang language、en:Nar Phu language
          - en:Chantyal language
          - en:Ghale languages - タマン語との関連があるが、分類に関しては不確定。

        - East-Central Bodish
          - チベット諸語 (Central Bodish; Tibetan) - 中国チベット自治区及び青海省周辺のチベット民族の言語。独自の表音文字チベット文字をもつ。
            - 西部
              - ラダック語 - ラダック
                - バルティ方言（英語版） - バルティスターンのバルティ人が話すラダック語の方言。カルギルの方言は古い用法を保存しているとされるが、ザンスカールの用法はウ・ツァンチベット語（標準チベット語）に近い

            - 中央部
              - ウ・ツァンチベット語（標準チベット語）

            - 南部（Southern）
              - シェルパ語 - シェルパ人
              - ゾンカ語
              - チョチャガチャ語
              - en:Brokkat language
              - ブロクパ語
              - ラ語
              - en:Laya language
              - シッキム語 - シッキム人（英語版）

            - 北東部
              - アムド・チベット語

            - 東部
              - カム・チベット語

          - 東ボディッシュ諸語 - メンパ族
            - en:Dakpa language
            - ザラ語
            - ブムタン語
              - ケン語
              - クルテプ語
              - ヌプビ語
              - ニェン語
              - チャリ語

            - en:Tawang language - アルナーチャル・プラデーシュ州
            - オレ語 (Black Mountain Monpa) - en:Black Mountains (Bhutan)

      - en:West Himalayish languages
        - Kumaon-Garhwal (Almora)
          - Byangsi-Chaudangsi
            - en:Byangsi language
            - en:Chaudangsi language

          - en:Darmiya language (Darma)
          - en:Rongpo language (Rongpo)
          - en:Rangas language (Rangkas)

        - Lahul
          - en:Tinani language (Tinan)
          - en:Gahri language (Bunan)
          - en:Pattani language (Manchad)

        - Kulu
          - en:Kanashi language (Kanashi)

        - Kinnar
          - en:Kinnauri language (Kinnauri)
            - Chitkuli
            - Tukpa
            - Thebörskad

          - en:Sunam language (Sungnam)

        - Zhangzhung
          - en:Zhang-Zhung language (Zhangzhung)

      - ゴンドゥク語?

    - en:Mahakiranti languages
      - キランティ諸語
        - リンブー語

    - en:Baima language
    - レプチャ語 (Lepcha) - ロン語とも言う。シッキムにて使用されている。
    - ネワール語 (Nepal Bhasa) - ネパールタライ平原周辺のネワール族の言語など

  - en:Digaro languages - en:Mishmi people（en:Idu Mishmi language/ローバ族（zh:珞巴语）、en:Digaro Mishmi language、en:Miju Mishmi tribe/Kammaan）
    - en:Idu Mishmi language
    - en:Digaro Mishmi language

  - カマルパ語群 (Kamarupan)[注釈 4]
    - Kamrupi - en:Kamarupa
    - クキ・チン諸語 (Kukish-Chin) - ミャンマー西部チン州周辺のクキ族（英語版）・チン族の言語
      - 北部
        - ライ諸語（英語版） - ライ族（英語版）
        - en:Sukte language - en:Zomi

      - 中部
        - ミゾ語 (Mizo) - インドミゾラム州周辺のミゾ族の言語

      - 南部
        - ナガ語 (Naga) - インド北東部からミャンマー国境のナガ族の言語（共通の言語が無いためen:Nagamese creoleというクレオール言語を使用している）

    - タニ諸語（英語版） (Tani)
      - アボル語（英語版） (Abor) - インド・アッサム地方周辺のアボル族（英語版）の言語
      - ミリ語（英語版） (Miri) - インド・アッサム地方周辺のミリ族（英語版）の言語
      - アパタニ語（英語版） (Apatani)

    - ダフラ語（英語版） (Dafla)
    - en:Bodo–Koch languages
      - en:Bodo–Garo languages
        - ボド語 (Bodo) - インド・アッサム地方周辺のボド族（英語版）の言語
          - コクバラ語

        - ガロ語 (Garo) - インド・バングラデシュ国境周辺のガロ族の言語

      - en:Koch languages
        - en:A'Tong language - en:Koch Rajbongshi people, en:Rabha tribe
        - en:Koch language - en:Koch Rajbongshi people
        - en:Ruga language
        - en:Rabha language - en:Rabha tribe

      - en:Deori language（Chutiya） - en:Deori people

  - チアン語群 (Qiangic)
    - 南部チアン語（英語版）
    - 北部チアン語（英語版）
      - タングート語
        - 西夏語 - 西夏文字

      - プミ語（英語版）
      - 土家語 (Tujia) - トゥチャ族

    - ギャロン系諸言語
      - ギャロン語 (rGyalrong)
        - ジャプク語
        - ラヴロン語（英語版）
        - ダウ語（英語版）

  - チンポー・カチン語群 (Jingpho-Nungish-Luish)
    - カチン・ルイ諸語（英語版）
      - カチン語 (Kachinic) - ミャンマー山岳部カチン州周辺のカチン族の言語、またはチンポー語（中国雲南省周辺のチンポー族＝景頗族の言語）
      - サク諸語（英語版） (Sak)
        - ルイ語（英語版） (Luish) - タイ山岳地帯のルイ族の言語
        - カドゥ語 (Kadu) - カドゥ族（英語版）
        - アンドロ語（英語版） (Andro)
        - センマイ語（英語版） (Sengmai)
        - チャク語（英語版） (Chak)

    - ヌン諸語（英語版） (Nungish)
      - トーロン語（英語版） (Derung) - トーロン族
      - アヌン語 (Nùng) - ベトナム北部高原地帯周辺のヌン族の言語（タイ・カダイ語族に属すヌン語 (台語)（英語版）とは全く別の言語である）

  - ビルマ・ロロ・ナシ語群 (Lolo-Burmese-Naxi)
    - ビルマ諸語（英語版）
      - Burmic
        - ビルマ語の方言
          - ビルマ語 (Burmese) - ビルマ族
          - ラカイン語
            - ラムリー方言（英語版） - ラムリー島
            - マルマ方言（英語版） - チッタゴン丘陵地帯

          - en:Yaw dialect (Yaw)
          - en:Burmese dialects#Taninthayi Division dialects (Taninthayi) - タニンダーリ管区
            - Tavoyan dialects
            - Intha dialect

        - en:Achang language
        - en:Xiandao language
        - en:Hpon language
        - Danu language

      - Maruic
        - en:Zaiwa language (Atsi)
        - en:Zaiwa language (Bola)
        - en:Lashi language
        - en:Maru language (Lhao Vo)

    - ロロ諸語 (Lolo)
      - 彝語 - 中国雲南省周辺のイ族（彝族）の言語。彝文字を持つ。
      - リス語 - リス族
      - ハニ語 - ハニ族
      - アカ語 - ハニ族
      - ラフ語 - ラフ族
      - ジーヌオ語（英語版） - ジーヌオ族
      - プノイ語（英語版） - プノイ族（英語版）

    - ナシ語 (Naxi) - 中国雲南省周辺のナシ族の言語。トンパ文字という象形文字がある。

  - カレン諸語 (Karenic) - ミャンマー・タイ国境周辺のカレン族の言語
    - パーオー語 (Pa'O) - パーオー族（英語版）
    - ポー・カレン諸語（英語版） (Pwo Karen)
      - 東部ポー・カレン語
      - en:Western Pwo language
      - en:Northern Pwo language
      - en:Phrae Pwo language

    - スゴウ・ブゲ諸語 (Sgaw–Bghai)
      - ブゲ諸語 (Bghai)
        - en:Lahta language
        - en:Padaung language (Padaung Karen/Kayan) - パダウン族
        - en:Bwe Karen language (Bwe Karen/Bghai)
        - Geko language (Geko Karen/Yinbaw)
        - en:Geba Karen language

      - ブレ諸語（英語版） (Brek)
      - カヤー語 (Kayah) - カレンニー族
        - Eastern Kayah dialect
        - Western Kayah dialect
        - Yintale dialect
        - Manumanaw dialect

      - スゴー諸語（英語版） (Sgaw)
        - Sgaw dialect
        - Paku Karen dialect
        - Mopwa dialect
        - Wewaw dialect

  - ペー語 (Bai) - 中国雲南省大理周辺のペー族（白族）の言語（ロロ諸語に入れる説、シナ語派に入れる説もある）

### 所属未定の言語
インド、アルナーチャル・プラデーシュ州の言語Hruso語, Miji諸語, Puroik語などは元来シナ・チベット語族の一言語とされてきたが、最近になって、孤立した言語ではないかとの見方が出てきている。

## 再構
シナ・チベット語族 (トランス・ヒマラヤ語族) の共通祖先にあたる祖語は、Benedict (1972)、Matisoff (2003)、Hill (2019)等により再構が試みられてきた。ベネディクトは主にチベット語、ジンポー語、ビルマ語、ガロ語、ミゾ語のデータを利用して、チベット・ビルマ祖語の音韻体系と約700の語根を再構したほか、これをカールグレンの再構した上古中国語と比較している。Hillはバクスターとサガールによる最新の上古中国語研究を参照しつつ、トランス・ヒマラヤ祖語からチベット語・ビルマ語・中国語が分岐した過程を説明する幾つかの音法則を提示している。

## 類型論的特徴

### 語順
漢語・ペー語・カレン諸語・ムル諸語といった例外も見られるが、シナ・チベット語族はSOV型を基本語順とする言語が多い。シナ・チベット言語学における主流な見解は、SOVがより古い語順であり、漢語・ペー語・カレン諸語は東南アジア言語連合の影響によりSVO型になったというものである。こうした定説には異論も存在する。

### 音韻論
声調の対立は、シナ・チベット語族に広く認められる特徴である一方、チベット諸語に属するプーリク語のように、これを欠く言語も皆無ではない。ロロ・ビルマ語群をはじめ、発声様式の対立を持つ言語もある 。ベネディクトはチベット・ビルマが二種類の声調を持つと主張していたのに対して、マティソフは個々言語における声調体系がそれぞれ独自に発展を遂げたものとして（声調発生）、祖語レベルでの声調の対立を特に想定していない。

### 形態論

#### 語の構造
シナ・チベット語族は、古典的な形態的類型論において、孤立語に分類されうる言語（漢語・ロロ・ビルマ語群）から、複統合語（四川省等のギャロン語・ネパール等のキランティ諸語 e.g. リンブー語）までを含んでいる。

#### ヴォイスと有声性の交替
他動性に関わる音節初頭子音の交替は、シナ・チベット語族の様々な言語において確認されている。こうした言語が持つ、初頭子音が無声子音（あるいは有気音）の場合、他動詞・使役動詞、有声子音（あるいは無気音）の場合、自動詞・逆使役動詞となるようなペアは、かつて存在した形態論上の派生に由来するものと見られる。中国語においても、「見」（他動詞）と「現」（自動詞）といった動詞のペアがしばしば見られる（バクスター・サガールによる上古音では、それぞれ*[k]ˤen-s 、*N-[k]ˤen-sと再構）。

#### 能格性
アラインメントの観点では、能格言語の多いシナ・チベット語族であるが、能格の標示は祖語に由来するものでなく、祖語の分岐後に生じた特徴とされる。

#### 人称標示
シナ・チベット語族は、人称標示の体系を備えた言語も多い。例えば、ギャロン系諸言語を含むチアン語群、ネパール東部のキランティ諸語や、雲南省やミャンマー・カチン州のヌン諸語、インドのヒマーチャル・プラデーシュ州、ウッタラーカンド州及びネパールに分布する西ヒマラヤ諸語、北東インドとその周辺で話されるサル語支（ジンポー語等）、クキ・チン諸語などがそうである。
とりわけ、キランティ諸語やギャロン系諸言語は、動詞に付いて主語や目的語の人称を標示する接辞に加えて、逆行形を標示する接頭辞を持つ。他動詞文において、人称階層（具体的な順序は言語ごとに異なる）において動作主が被動作者を下回る場合に、この逆行形が用いられる。以下の表は、バンタワ語（キランティ諸語）と、シトゥ語（ギャロン系諸言語）における動詞の人称変化を示したものである（Σは語幹を表す）。
| 他動詞（動作者/被動作者） | 一人称  | 二人称 | 三人称 |
| ------------------------- | ------- | ------ | ------ |
| 一人称                    |         | Σ-na   | Σ-uŋ   |
| 二人称                    | tɨ-Σ-ŋa |        | tɨ-Σ-u |
| 三人称                    | ɨ-Σ-ŋa  | tɨ-Σ   | Σ-u    |
| 自動詞                    | Σ-ŋ     | tɨ-Σ   | Σ      |

| 他動詞（主語/目的語） | 一人称   | 二人称   | 三人称 |
| --------------------- | -------- | -------- | ------ |
| 一人称                |          | ta-Σ-n   | Σ-ŋ    |
| 二人称                | kə-w-Σ-ŋ |          | tə-Σ-w |
| 三人称                | wə-Σ-ŋ   | tə-w-Σ-n | Σ-w    |
| 自動詞                | Σ-ŋ      | tə-Σ-n   | Σ      |

バンタワ語のɨ-, シトゥ語のwə-は逆行形の接頭辞であり、他動詞において動作主が被動作主の人称階層を上回ることを示す。人称階層は両言語とも「一人称＞二人称＞三人称」の順に高い。このため動作主が一人称、被動作主が三人称の場合（1→3）、一人称を表す接辞-ŋが動詞に付き、逆行形の接頭辞は付かない。しかし、動作主が三人称、被動作主が一人称となる場合（3→1）、一人称を表す接辞に加えて、逆行形の接頭辞が動詞に付く。シトゥ語のwə-は3→2、2→1の場合にも現れるが、バンタワ語のɨ-は二人称接辞tɨ-との融合により消失している。

### 証拠性など
情報源の文法的標示に関わる証拠性は、チベット・ビルマ語派において全く稀な特徴ではなく、しばしば極めて複雑な体系が認められる 。ミラティビティやエゴフォリシティのような比較的近年知られるようになった文法範疇の研究でも、チベット・ビルマ語派は大きな役割を果たしてきた。

## 他語族との関係
- ナ・デネ語族との近縁性が一部で指摘されている[82][83]。同じくナ・デネ語族と近縁なエニセイ語族（両者でデネ・エニセイ語族を成す）やブルシャスキー語、コーカサス諸語、バスク語等とともに、デネ・コーカサス大語族を成すという仮説もある。

- オーストロネシア語族とシナ・オーストロネシア語族を成すという見方もある[84]。

## 話者の遺伝子
シナ・チベット語族の話者はY染色体ハプログループO2、特にO2a2b1-M134と関連している。ただしチベット人には東アジア最古層のD系統が最大49％の高頻度でみられる。一方で周時代の中国北部の古人骨からは、ハプログループQ (Y染色体)が59％の高頻度で見つかっており、元来のシナ・チベット語の担い手としてQ系統が想定できるかもしれない。